# アウディエンシア

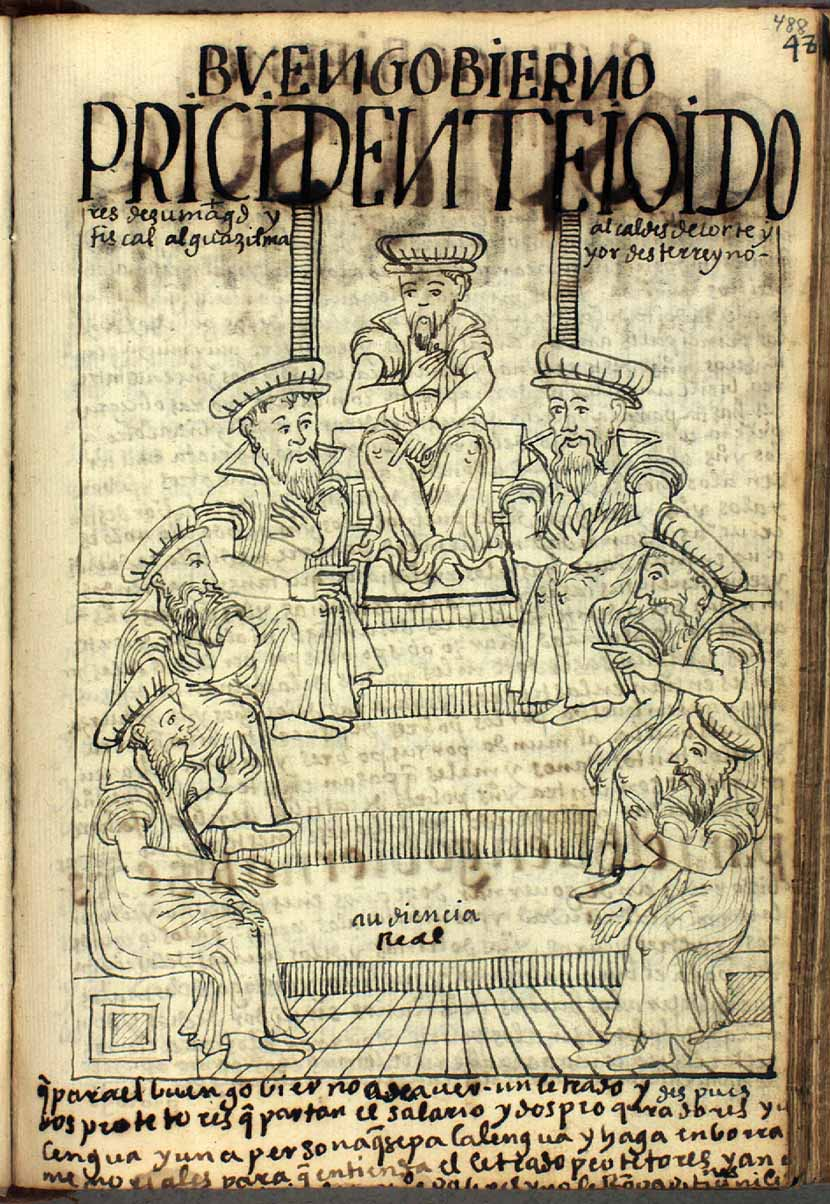
リマのアウディエンシアを描いたもの。

アウディエンシア（Audiencia）はスペイン・カスティーリャ王国にあった最高司法機関である王立の大審問院（「聴訴院」とも訳される）を指し、新大陸のスペイン殖民領においては司法・行政・立法を司った王室機関で、副王と並ぶ重要性を持っていた。副王領の中心地にあって副王が長官を務めるアウディエンシア・ビレイナル、副王から独立して同等の機能を有したアウディエンシア・プレシデンシアルに大別される。

## 歴史
新大陸における最初のアウディエンシアは1511年にイスパニオラ島のサントドミンゴに設置された。その後は1528年にメキシコシティに、1538年にパナマ、1542年にリマとグアテマラシティ、1548年にヌエバ・ガリシア、1549年にサンタフェ・デ・ボゴタ、1661年にブエノスアイレス等に設置された。
スペイン植民地における統治機関の中ではもっとも長く安定して存続した機関であったと言える。

## 機能
アウディエンシアの規模と権力には地域差があるものの、一般にはインディアス枢機会議に従属しており、長官（プレシデンテ）が1名、聴訴官（オイドール）が数名置かれ、管轄する地域の控訴審を担当する。また副王と同様に暫定的な地域立法が認められており、国王の名のもとに統治も行った。ただし、植民地時代を通じて一貫した法的地位を持っていたわけではなく、副王領の新設や新しいアウディエンシアの設置に伴って従属関係や管轄地域は流動的であった。
アウディエンシアの官吏は禁令に縛られており、商取引をしたり、エンコミエンダを所有したり、冠婚葬祭に参加したりすることは許されていなかった。在職期間は副王よりも長いため、副王が代わっても行政活動が続けられる場合が多かった。このようにアウディエンシアは植民地における王室の最高位の官職の副王を補佐する諮問機関的機能を持つと同時に副王の権力の絶対化を抑止する機能も備えていた。このような権力分散はスペイン王室の安定した植民地管理の特徴的な政策である。